# 요하네스 페터
요하네스 페터(독일어: Johannes Vetter, 독일어 발음: [joˈhanəs ˈfɛtɐ], 1993년 3월 26일~)는 독일의 육상 선수로 주 종목은 창던지기이다. 2016년 하계 올림픽과 2020년 하계 올림픽에 참가했으며 세계 선수권 대회에서 금메달 1개, 동메달 1개를 획득했다. 또한 현재 독일 남자 창던지기 국가 기록을 보유하고 있다.